# Chrysothricaceae
Famille
Les Chrysothricaceae ou Chrysotrichaceae (du grec khrusos « or », et trikhos « poil », allusion à la couleur et à la structure du thalle) sont une famille de champignons lichénisés (lichens) appartenant à l'ordre des Arthoniales. Il s'agit de lichens au thalle encroûtant ou lépreux, le plus souvent tropicaux.

## Liste des genres
D'après Outline of Ascomycota (2009), cette famille est constituée des genres suivants : 
- Chrysothrix
- Byssocaulon